# Orochimaru
Orochimaru (大蛇丸, Orochimaru) é um dos vilões da série de mangá e anime Naruto. Faz parte do trio de ninjas lendários, os Sannin Lendários, junto com Tsunade e Jiraiya. Entrou para a Akatsuki depois de abandonar a Vila da Folha, e depois saiu da organização por fracassar ao tentar pegar o corpo de Itachi Uchiha para seu jutsu de reencarnação Fushi Tensei (Kinjutsu). Fundou a Vila Oculta do Som após sair da Akatsuki. Teve como seu braço direito (conselheiro) Kabuto Yakushi. Treinou Sasuke Uchiha, para que quando chegasse a hora Orochimaru tentasse pegar seu corpo, porém falhou, pois estava muito doente e enfraquecido.

## História

### Habitante de Vila da Folha
Orochimaru se tornou ninja na Vila da Folha. Quando ainda era muito jovem, perdeu seus pais em uma guerra. Após isso começou a buscar métodos para tentar ressuscitá-los, acabando obcecado por Kinjutsu (Jutso Proibido), e criando um ideal para si próprio: ao imaginar que o ninja mais poderoso é aquele que sabe mais jutsus, ele começa a aprender vários jutsus e a criar kinjutsus através de experimentos em corpos humanos. Orochimaru percebeu que a vida humana era muito curta para aprender tantos jutsus e técnicas ninjas, e começou a pensar em um tipo de imortalidade, talvez um kinjutsu.
Orochimaru foi treinado como ninja pelo Hiruzen Sarutobi, posteriormente escolhido como Terceiro Hokage, juntamente com Tsunade e Jiraiya. Segundo o Sarutobi, Orochimaru, embora tivesse alta capacidade, era uma pessoa com os ideais tortos, corrompido pela sede de poder. Orochimaru estava certo que seria escolhido como sucessor do Terceiro Hokage, mas isso não aconteceu e Minato Namikaze (discípulo de Jiraiya) se tornou o Quarto Hokage, o que o deixou com raiva de seu antigo tutor e de toda a Vila da Folha. Orochimaru então passa a usar os corpos de ninjas e habitantes da Vila da Folha como cobaias para suas experiências de criação de jutsus. Em uma dessas experiências ele pega as células do Hashirama Senju, Primeiro Hokage que possui o Kekkei Genkai de usar o jutsu de madeira e injeta em crianças para conseguir essa habilidade (Yamato foi uma dessas crianças). Orochimaru acredita que ninguém conseguiu sobreviver à essa sua experiência, mas posteriormente encontra um sobrevivente(Yamato). O Terceiro Hokage, cansado das experiências de Orochimaru, parte com dois ANBUs para pegá-lo, só que Orochimaru foge devido à piedade de Sarutobi que não teve coragem de matá-lo, por considerá-lo seu herdeiro.
Depois de um tempo, Orochimaru,disfarçado de Kazekage, volta a vila durante o Exame Chunin e mata Sarutobi Hiruzen,que sela os seus braços com o Jutsu Proibido do Selo Ceifeiro da Morte que o deixa sem seus principais Jutsus.

### Nukenin
Anko já foi uma das subordinadas de Orochimaru, tendo recebido um Selo Amaldiçoado, mas posteriormente deixou-o.

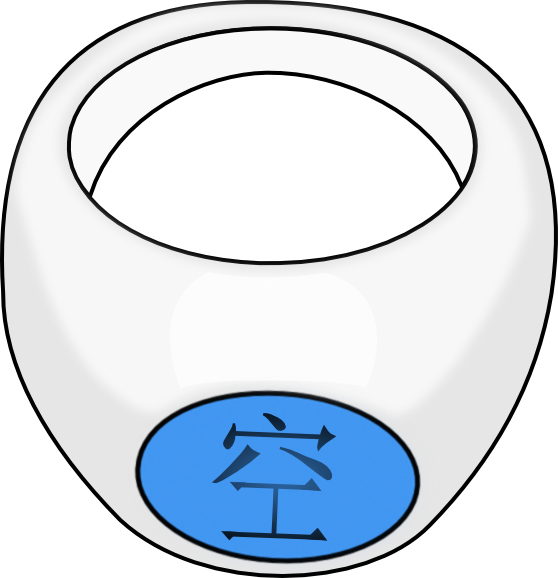
Anel da Akatsuki de Orochimaru - representa Kuu(Céu)

Orochimaru entra na organização conhecida como Akatsuki. Formou dupla com Sasori e junto com o mesmo capturou a Jinchuriki de sete caudas. Depois seu objetivo se torna  pegar o corpo de Itachi Uchiha quando o vê entrando para organização. Após falhar em sua tentativa, quando seu Fushi Tensei não conseguiu afetá-lo, Orochimaru sai da organização. Quando fugiu da Akatsuki, Orochimaru levou o anel da Akatsuki consigo, começando a se esconder, prevendo um possível ataque dessa organização.
Orochimaru continua suas pesquisas para desenvolver seus jutsus. Nesse tempo ele descobre que Kabuto Yakushi, um dos membros de sua organização, é um espião enviado por Akasuna no Sasori, da Akatsuki. Após restaurar a memória de Kabuto, Orochimaru consegue que Kabuto vire seu aliado, o tornando seu braço direito na organização. Com a ajuda de Kabuto e seus jutsus médicos, o Fushi Tensei é finalizado, e Orochimaru troca de corpo.
Após algum tempo, conhece Sasuke Uchiha e na Prova Chunnin lhe dá o selo amaldiçoado para que vá em sua procura em busca de poder, para posteriormente conseguir seu corpo para o Fushi tensei.
Entretanto quando foi tomar o corpo de Sasuke, o mesmo impediu com seu sharingan e o absorveu o matando, Kabuto então absorveu partes do seu corpo, tomando parte de seu poder e seus jutsos e o mantendo vivo no corpo do mesmo.
Quando Houve a batalha entre os irmãos Uchihas. Itachi pressionou Sasuke para que liberasse sua marca da maldiçao, com isso Orochimaru tomou forma e foi selado pelo Susanoo de Itachi.
Após isso todos o tomavam como Morto até o mangá 592 quando Sasuke após vencer Kabuto decide ir atrás de Orochimaru para Obter respostas. E declara que ele "é durão demais pra morrer".
Em seguida, no Mangá 593, Sasuke junta pedaços do Kabuto com a marca da maldição de Anko e acaba por ressuscitar Orochimaru, liberando o selo amaldiçoado.
Orochimaru garante que não pretende fazer parte da guerra, que somente ainda quer o corpo do Sasuke e pretende ajudá-lo a "encontrar aquela pessoa" e obter respostas para Uchiha Sasuke. E assim a equipe falcão e Orochimaru formam um inusitado grupo que direta ou indiretamente vai fazer a história tomar novos rumos.

### Vila do Som

Simbolo da aldeia do som

Orochimaru funda a Vila Oculta do Som, colocando vários ninjas ao seu dispor, como por exemplo os genins Dosu Kinuta, Kin Tsuchi e Zaku Abumi, além de dar ordens aos membros do clã Fuuma, um clã famoso da Vila do Som, fazendo com que a maioria dos membros o obedeça. Colocou a sua a disposição também o Quarteto do Som composto por Kidoumaru, Sakon/Ukon, Tayuya e Jiroubou, além de manter consigo o poderoso Kimimaro Kaguya.
Usando a Vila do Som, Orochimaru faz um acordo com a Vila da Areia. Tomando o lugar do Quarto Kazekage, morto por suas mãos, ele engana os ninjas do País do Vento e  autoriza um ataque conjunto da Vila da Areia e a Vila do Som contra a Vila da Folha. As principais armas desse ataque são Gaara, e o Ichibi Suna no Shukaku dentro dele, e Kimimaro Kaguya, mas Kimimaro fica doente e não pode participar do ataque. O ataque aconteceu durante o Exame Chunnin no meio da terceira prova.
Antes de começar a segunda prova, Orochimaru mata um participante do exame da Vila Oculta da Grama chamado Shiore junto com seus parceiros. Quando a prova começa, dentro da Floresta da Morte, Orochimaru procura e ataca o time de Naruto Uzumaki, Sakura Haruno e Sasuke Uchiha, lutando para testar os poderes de Sasuke. No meio da luta percebe que Naruto é o Jinchuuriki da Kyuubi e usa o jutsu Selo de Cinco Pontos para impedir que o fluxo de chakra da Raposa se funda com o de Naruto, deixando-o inconsciente. Com a batalha, satisfeito com o desempenho de Sasuke, Orochimaru coloca um Selo Amaldiçoado no garoto, dizendo que se ele quiser chegar a um nível que possa combater Itachi Uchiha de frente ele deve se juntar ao grupo do som pois não aprenderia nada em Vila da Folha. Depois de dizer isso vai embora e deixa Sasuke inconsciente. Em outro ponto da floresta, Orochimaru encontra com a examinadora da segunda parte do Exame Chunin, Anko Mitarashi, sua ex-aluna que tem um selo amaldiçoado. Ele diz que faz muito tempo e ela mudou muito, mas a ninja diz que não é momento para lembranças, pois ele é um ninja fugitivo de Rank S e merece ser morto ou capturado. Na batalha Orochimaru ativa o selo amaldiçoado de Anko, incapacitando-a e revela seus planos, que não é de matar o Terceiro Hokage e sim de colocar o selo em Sasuke, e diz para ela não parar o exame. Mais tarde, Orochimaru ordena os genins da Vila do Som, Dosu Kinuta, Zaku Abumi e Kin Tsuchi, a matarem Sasuke, mas na verdade seria só um teste para ver as habilidades de Sasuke com o Selo Amaldiçoado, teste esse bem-sucedido mostrando que Sasuke sobreviveu ao selo e usou-o pela primeira vez. Alguns dias depois, ainda dentro da Floresta da Morte, Kabuto Yakushi, seguindo ordens de Orochimaru, acompanha de perto os movimentos de Naruto e Sasuke, fingindo ser um aliado, e depois fazendo um relatório sobre as suas capacidades de poder e intelecto e mais tarde, passando as informações para Orochimaru.
Nas preliminares da terceira fase do Exame Chunnin, os candidatos se enfrentam em batalhas 1 x 1. Orochimaru, disfarçado de um Jounin do Som, assiste a luta entre Sasuke e Yoroi Akado, um dos ninjas espiões da vila do som com a habilidade de absorver a energia das pessoas que ele toca, e por ter essa habilidade a batalha possuía grande potencial para ativar o selo de Sasuke. Porém Sasuke consegue derrotá-lo usando apenas taijutsu. Após a luta, Kakashi leva Sasuke para um local isolado para selar o Selo Amaldiçoado. Orochimaru aparece, diz que quer ter o poder dos Uchiha para si, e que não precisa enfrentar Kakashi no momento porque Sasuke irá atrás de Orochimaru por conta própria em busca de poder e nada que Kakashi fizer poderá acabar com o lado vingador de Sasuke.

Tatuagem de invocação das cobras pelo braço

O ataque acontece na terceira fase do exame. Orochimaru, por estar disfarçado de Quarto Kazekage, acompanha as lutas do exame sem levantar suspeitas. Durante a luta de Sasuke e Gaara, ao ver que Gaara está perdendo o controle sob seu bijuu, Kabuto toma a iniciativa e usa genjutsu para fazer todos dormirem e assim tem início a declaração de guerra à Vila da Folha. Como Sasuke consegue atingir Gaara com o seu Chidori, Gaara teve que recuar da luta, atrapalhando os planos de Orochimaru. Orochimaru se revela à Sarutobi e, usando o Quarteto do Som para criar uma barreira separando-os dos outros ninjas, os dois iniciam a luta.
Em um momento da luta, Orochimaru invoca, com seu Edo Tensei, o Primeiro Hokage e o Segundo Hokage. Por ser difícil lutar contra dois Hokages, Sarutobi se vê sem escolha a não ser usar o Shiki Fuujin para selar a alma dos dois Hokages. Quando o jutsu de Sarutobi estava para prender Orochimaru, este resiste e usa a espada Kusanagi cravando-a na barriga de Sarutobi. Mesmo enfraquecido, ele ainda tenta completar o jutsu, mas vendo não ser possível, Sarutobi acaba por selar apenas os dois braços de Orochimaru, impedindo-o assim de usar qualquer tipo de jutsu. Com isso, os ninjas do som são derrotados e logo que os da areia descobrem que era Orochimaru e não seu Kazegake, refizeram seu acordo de paz com a Vila da Folha.

### Cura
Orochimaru percebe que só existem dois jeitos de conseguir curar seus braços: pedir para outra Sannin, Tsunade, especialista em jutsu médico, ou mudar para um novo corpo, no caso Sasuke Uchiha. Ele decide pegar Tsunade. Ao encontrá-la, diz que precisa da ajuda dela para curar seus braços e promete para ela que irá reviver o irmão e o amante dela se ela curar os braços dele, e ele dá uma semana para ela pensar, exigindo dois corpos como sacrifício(provavelmente ele iria usar o Edo Tensei e para isso esperava que Tsunade trouxesse os corpos de Naruto e Jiraiya). Tsunade então pergunta o que ele fara se ela curar seus braços, ele diz que irá retomar o ataque a Vila da Folha imediatamente, Shizune diz que ela não pode fazer isso e que se elas se juntarem podem derrotar Orochimaru e Kabuto ela então lança agulhas envenenadas que Kabuto defende. Orochimaru usa sua carta na manga e recorre ao medo de sangue de Tsunade, ele faz um pequeno corte em seu braço, deixando Tsunade apavorada, eles então vão embora.
No dia combinado, Tsunade não aceita a proposta e decide enfrentar Orochimaru, mas é Kabuto que começa a enfrentando. Durante a luta, chegam Jiraya, Naruto e Shizune. Orochimaru passa a lutar contra Jiraya, que temporariamente enfraquecido não é páreo para ele, enquanto Naruto luta contra Kabuto, e Tsunade fica em choque pelo seu medo de sangue. Quando Naruto está lutando no mesmo nível de Kabuto, Orochimaru acha melhor matá-lo logo  e então ataca Naruto. Com isso Tsunade se recupera e consegue superar seu medo para proteger Naruto. Nesse momento a luta passa a ser entre os três Sannins, com Jiraya já recuperado de sua fraqueza. Os três fazem suas invocações mais fortes, e na luta Tsunade libera parte de seu chakra que estava guardado e utiliza uma técnica de regeneração,  e após isso, dá vários golpes em Orochimaru, Mesmo machucado,Orochimaru se levanta e revela que estava no corpo de outra pessoa,e que os golpes de Tsunade não fizeram efeito algum, E ao ver que eles não eram páreo para a sannin enquanto estava naquele estado, Orochimaru e Kabuto vão emobra , mas que antes de se retirar ele diz que em breve Vila da Folha será destruída e que Tsunade ía pagar pelo que ela fez .

### Recrutando Sasuke

Simbolo de Orochimaru (como se fosse um símbolo de um clã) das cobras

Por não conseguir a ajuda de Tsunade, Orochimaru precisa se focar em outra opção: transferir seu corpo para Sasuke. Para isso, envia à Vila da Folha o Quarteto do Som, cujos integrantes são Kidomaru, Tayuya, Sakon/Ukon e Jiroubou.
Eles adentram facilmente na Vila Oculta da Folha. Os quatro acham Sasuke depois que este conversa com Kakashi, e quando o Uchiha vê o quarteto parte para o ataque, mas é derrotado de um modo extremamente fácil e mesmo liberando o poder da maldição, é chocado com enorme velocidade na parede do teto do jardim onde estava, percebendo que os outros quatro também possuem o poder da marca. Sakon fala para Sasuke que ele é muito fraco e que devia se envergonhar de se chamar de Uchiha.
Diz também que a vila se acostumou muito com a paz e que se ele continuasse naquela vida, jamais chegaria a ponto de combater Itachi frente a frente, como disse Orochimaru no seu primeiro encontro na floresta da morte. Sasuke fica confuso e manda ele calar a boca, mas Sakon também diz que ele devia estar feliz por saber ativar o selo e que se fosse para o lado do som não iria se arrepender, pois ficaria muito forte e com habilidades e um intelecto muito avançado, podendo matar seu irmão mais velho.
Sasuke então aceita a proposta e pretende deixar a vila na madrugada. Quando é descoberto que Sasuke fugiu, é organizado um grupo para resgatá-lo. São os Gennins Naruto, Chouji, Kiba, Neji e o Chunnin Shikamaru, pois os ninjas Raidou e Genma partiram antes e não retornaram, sendo que foram derrotados.
Eles partem e adentram na grande floresta do país do fogo, encontrando o grupo inimigo, sendo que Sasuke está em um barril especial em que Jiroubou está levando nas costas, sendo que lá dentro ele irá se acostumar com o chakra do Juin nível 2. Jiroubou entrega o recipiente para seu parceiro Kidomaru, e manda os outros 3 continuarem,pois enfrentará os genins. Jiroubou os prende em sua cúpula de terra auto regenerativa e começa a absorver seus chakras, mas Shikamaru usando a sua inteligência e Chouji usando a sua habilidade, conseguem escapar. O Akimichi então diz para prosseguirem que irá enfrentar o adversário,pois mesmo sendo suicida quer provar que é forte e o foco da missão é Sasuke.
Mesmo preocupados,os quatro genins vão e Chouji inicia o combate.Depois de ingerir as pílulas proibidas do clã Akimichi,nem mesmo o Juin nível 2 de Jiroubou pode detê-lo,e este acaba derrotado e morto,mas Chouji cai totalmente incapacitado em um estado extremamente grave,pois ingeriu as 3 pílulas especiais.Logo mais tarde,o quarteto é novamente alcançado e mesmo com uma boa estratégia,os genins são pegos,e Neji faz o mesmo procedimento que Chouji,enfrentando o mais forte do quarteto,Kidomaru,que descobre o ponto cego do Byakungan e quase mata Neji,mas a sua determinação e honra falam mais forte e ele acaba por vencer Kidomaru,mas acaba na mesma situação que Chouji,praticamente morto,caido no chão da floresta,mas orgulhoso por vencer.Em momentos mais tarde,Shikamaru enfrenta Tayuya na floresta e Kiba com Akamaru enfrentam os gêmeos Sakon e Ukon.
Quando estão à beira da morte, os irmãos da areia chegam para ajudá-los. Kankuro mata Sakon com Kuroari e Karasu, Temari mata Tayuya com a sua kuchiyose. Rock Lee,já recuperado da cirurgia encontra e enfrenta Kimimaru, que desta vez não está em coma, sendo liberado por Kabuto para ir atrás de Sasuke. O gennin da folha ingere um boa quantidade de sakê, ficando bêbado e totalmente incontrolável, mas mesmo assim é rendido por Kimimaru, o qual estava prestes a matá-lo quando surge Gaara e o encara de igual para igual, salvando Rock lee.
Os irmãos da areia então provam que desta vez estão do lado de Vila da Folha, devido à recente aliança com Suna. Kimimaru usa o Juin nível 2,e quando ia matar Gaara que abaixou a guarda, acaba morrendo devido a sua doença. Ao chega no grande vale do fim, Naruto encontra Sasuke e tenta convencê-lo a voltar, mas o Uchiha diz que já tomou sua decisão e que Naruto se tornou o melhor amigo no passado, mas agora já estão em outro período.
Naruto não quer saber e diz que não irá deixar que se alie a Orochimaru, mesmo que para isso tenha que machucá-lo. Depois de uma giganteca batalha, Sasuke ativa o Juin nível 2 e mesmo com o manto da Kyuubi, Naruto é derrotado e Sasuke vai de encontro a Orochimaru, sendo que este, não aguentando a dor dos seus braços, usa o Fushin Tensei para roubar e possuir o corpo de um de seus prisioneiros,visando à amenização a dor.
Sasuke depois de algumas horas chega e Orochimaru fica feliz, pois agora irá ensiná-lo poderes realmente incríveis, e poderá roubar o seu corpo futuramente. No hospital da vila da folha, todos os ninjas que ajudaram nos combates estão sendo tratados. Naruto diz que fez uma promessa à Sakura e a si mesmo, que iria resgatar Sasuke,não tendo desistido do amigo, e que algum dia iria trazê-lo devolta à Vila da Folha e que jamais desistiria.
Eles agradeçem a Gaara, Temari e Kankuro por terem ajudado na missão ,que por mais que não tenha tido êxito, todos sobreviveram e isso é o que importa. A partir dessa altura, Sasuke começou a treinar com o saanin das cobras ficando muito poderoso e evoluindo as suas habilidades e raciocínio para futuramente combater seu irmão: Itachi Uchiha.

### Sai e Sasuke

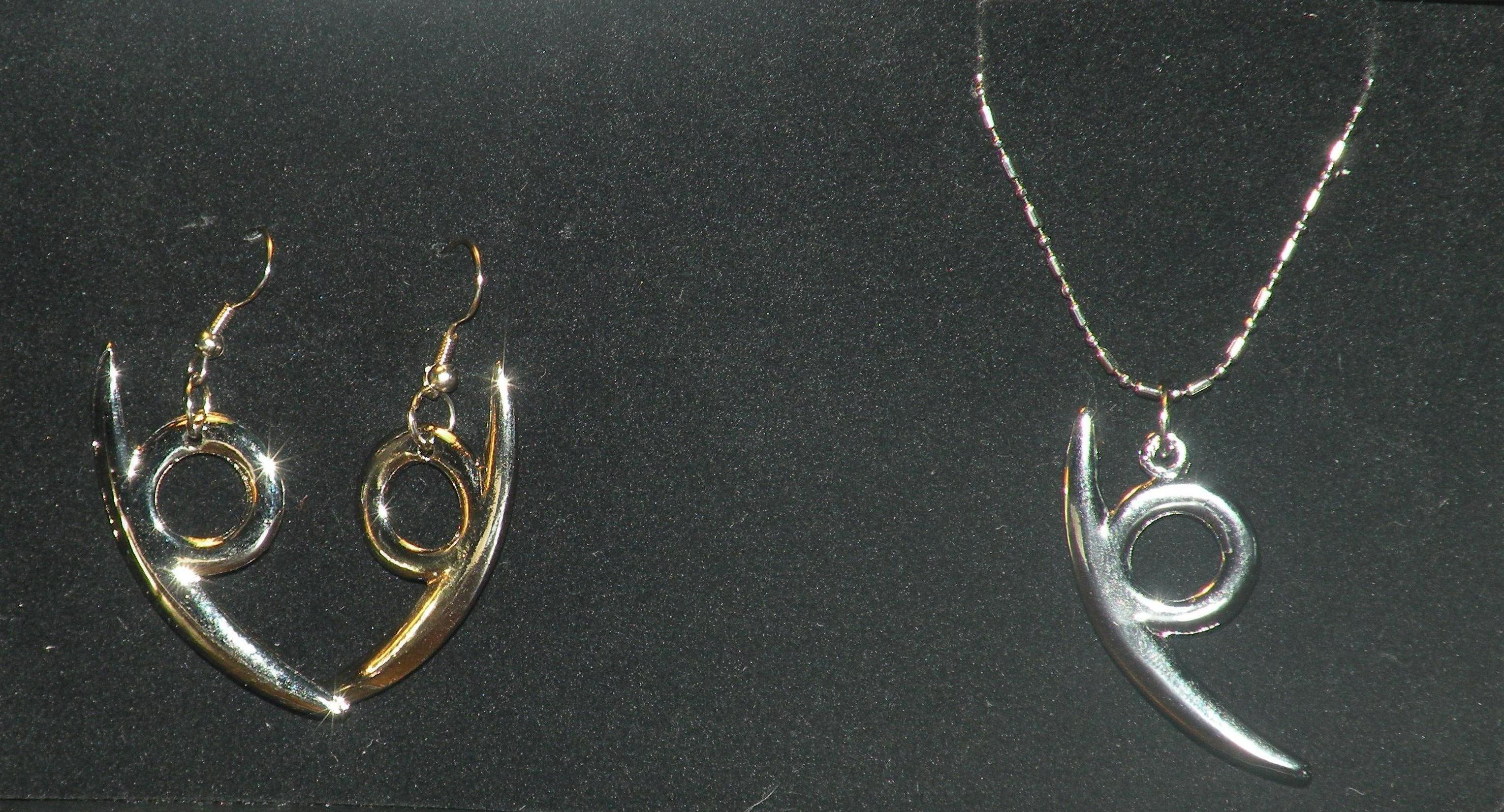
Brincos de Orochimaru,mais uma vez representando o simbolo das cobras

Três anos e meio depois, Orochimaru fica sabendo da boca de Yakushi Kabuto que ele iria se encontrar com Sasori numa ponte. Orochimaru propõe pegá-lo, e é para o Yakushi Kabuto fingir que ainda é subordinado dele. Sasori aparece, e Yakushi Kabuto começa a agir. Orochimaru aparecece e Yakushi Kabuto quebra o boneco de Akasuna no Sasori: sai de dentro Yamato, aparecendo mais tarde Sakura Haruno, Sai e Naruto Uzumaki. Orochimaru não se espanta pela presença dos ninjas de Vila da Folha, só se espanta pelo fato de Yamato estar vivo, e explica para Yamato sua experiência com as células do Primeiro Hokage. Ele fala do Sasuke Uchiha, deixando Naruto Uzumaki nervoso. Naruto Uzumaki libera o chakra da Kyuubi e da um tapa no rosto de Orochimaru, fazendo este voar por uns 50 metros , em seguida Orochimaru volta para a ponte onde explica sobre Yamato, Naruto libera a terceira cauda onde encara e Orochimaru entra em contato com a Kiuuby dentro de Naruto (como Sasuke fez para reprimir os poderes da Kiuuby),  e destrói a ponte. Orochimaru pula pro outro lado da ponte e é seguido por Naruto Uzumaki com três caudas. Do outro lado, Naruto Uzumaki libera a quarta cauda e ganha uma aparência bem próxima a da raposa. Os dois lutam, mantendo um nível parecido. Depois de usar todo seu chakra, o corpo de Orochimaru começa a rejeitá-lo, e ele decide acabar com a diversão, com a felicidade de ter alguem mais forte  que Sasuke Uchiha. É quando aparece Sai, dizendo que Danzou tem uma mensagem para ele. Orochimaru de início quer ignorar a mensagem de Sai, mas se dispõe a lê-la e impede Yakushi Kabuto de tentar algo contra Sai, dizendo que ele irá para seu esconderijo.
Na viagem, Orochimaru percebe que está sendo seguido. Kabuto Yakushi confirma suas suspeitas. Assim, ele põe um corpo, disfarçado de Sai, pendurado numa árvore, com as habilidades de Kabuto. Orochimaru leva os dois para seu esconderijo. Lá está um ninja com um Sharingan: Sasuke Uchiha, nervoso com o atraso de Orochimaru. Orochimaru avisa Sai do perigo que é Sasuke, pedindo para Yakushi Kabuto guardar o presente de Danzou: uma lista de todos os ANBUs. Andando pelo seu esconderijo, encontra Sai e Naruto Uzumaki conversando. Orochimaru pergunta de que lado Sai está, atacando os dois. Se surpreende ao ver que Sai o traiu. Naruto tenta segurar Orochimaru. Depois de ver que os esforços de Naruto são inúteis contra ele, Yamato e Sakura Haruno chegam. Orochimaru diz que vai deixá-los vivos se eles derrubarem mais um Akatsuki, fugindo. Liberta Yakushi Kabuto, que estava preso, e vai encontrar Sasuke Uchiha, que está enfrentando os ninjas de Vila da Folha. Orochimaru o impede de continuar, e eles fogem.

### Enfrentando Sasuke
Sasuke Uchiha está em seu treinamento, onde acaba com dúzias de ninjas, mas segundo Orochimaru ele está muito amigável ainda, pois não matou nenhum deles, Orochimaru diz que sendo tão piedoso assim ele nunca acabará com Itachi Uchiha, Sasuke Uchiha diz que perante Itachi Uchiha ele não terá piedade.
Orochimaru não está mais agüentando de dor, ele diz que está no seu limite, nisso alguém o ataca com Chakra em forma de lâmina, ferindo assim seus punhos, esse alguém é Sasuke Uchiha. Orochimaru vendo seu atacante diz que já previa isso, e Sasuke Uchiha, enquanto ativa seu Juin, diz que não há mais nada para aprender com Orochimaru e que frente a ele pode ser impiedoso. Sasuke Uchiha diz que Orochimaru é mais fraco do que ele, e que não há necessidade de dar seu corpo a ele, Sasuke Uchiha diz que as ações de Orochimaru como um dos Sannin; absorvendo o corpo de outros, utilizando-se de medicamentos, tudo isso somente para conseguir um corpo Uchiha; eram deploráveis. Orochimaru então revela sua verdadeira identidade, a de uma serpente com escamas brancas, sendo essas escamas serpentes brancas. Orochimaru usa suas serpentes brancas para atacar Sasuke Uchiha, mas esse se defende com a Espada Kusanagi, e logo após se defender dos ataques ativa o Juin Nível Dois e parte Orochimaru em várias partes, e desativa o Juin Nível Dois, Sasuke Uchiha começa  a sentir tonturas, Orochimaru, ainda vivo, explica que os fluidos de sua forma de serpente em contato com o ar evaporam tornando-se um poderoso veneno.
Orochimaru começa seu Jutsu de transferência de corpo (Fushi Tensei): O local do ritual escuro, com o chão feito de serpentes, Orochimaru explica que aquela é uma dimensão que existe dentro de seu corpo, Orochimaru lança suas serpentes para aprisionar Sasuke Uchiha e lembra de uma vez que tentou possuir Itachi Uchiha, mas ficou inerte perante os olhos de Itachi Uchiha. Orochimaru diz que é como daquela vez. Yakushi Kabuto estava preparando os medicamentos de Orochimaru se perguntando se Sasuke Uchiha será obediente na hora do ritual, com os preparos feitos ele se dirige ao recinto de Orochimaru, no recinto ele vê o corpo de Sasuke Uchiha em pé em meio aos restos mortais da serpente branca, e deduz que o ritual terminara, o corpo de Sasuke Uchiha passa por Yakushi Kabuto e esse lhe pergunta nesse momento qual dos dois ele é, Orochimaru ou Sasuke Uchiha. Sasuke Uchiha com seu Sharingan mostra o que aconteceu durante o Fushi Tensei, Sasuke Uchiha com seu Sharingan consegue deter, e reverter o ritual, tomando conta assim da dimensão de Orochimaru, e absorvendo-o.

### 1ª Ressurreição
Já no final da luta de Sasuke contra Itachi, quando o Kirin do Sasuke falha e o Itachi mostra para Sasuke o Susanoo, Sasuke ouve uma voz em sua consciência dizendo: "Posso te dar o que você quer, devo te emprestar o meu poder?", "Adimita Sasuke-kun você precisa do meu poder, você não quer se vingar do Itachi?", "Vamos me liberte, e seu desejo se realizarar". Nesse momento o Juin do Sasuke desativa-se e na região onde estava localizado o selo amaldiçoado uma serpente gigante de oito cabeças começam a sair. Itachi reconhece essa sensação como a do Yamata no jutsu do Orochimaru. As cabeças da Hydra tentaram atacar o Susanoo, com sucesso, Itachi usa o susanoo para cortar as cabeças da Hydra, mas falha, ai surge orochimaru invoca a sua kusanagi e quando preparase para atacar ele é atigindo pela espada do susano. E Orochimaru riu, por que a espada amassou em sua mão. Logo após reconhece a espada que era a Totsuka no tsurugi, uma espada que sela tudo dentro dela, selando o Orochimaru junto com a Hydra dentro da espada.

### 2ª Ressurreição
Após a luta de Sasuke e Itachi contra Kabuto, Suigetsu e Juugo aparecem dizendo que o todos os Edo Tensei foram liberados menos o do Madara. Suigetsu da para Sasuke um pergaminho que continha informações de como libertar as almas seladas pelo Shinigami. Então Sasuke revela que Orochimaru ainda estava vivo e que a equipe se uniria a ele. Suigetsu não gosta da ideia e diz que o poder do pergaminho era algo poderia ser aprendido com o tempo e que não precisava ressuscitar o Orochimaru para fazer isso. Sasuke diz que não é por causa do pergaminho que iria ressuscitar o Orochimaru e fala que o Suigetsu estava subestimando o poder do Orochimaru. Suigetsu então diz que Sasuke é quem está subestimando o Orochimaru pois ele só havia conseguido derrotar o Orochimaru porque ele não havia recuperado os seu braços totalmente e que na certa ele iria querer roubar o corpo de Sasuke, e que no momento que ele percebesse que havia sido iniciada uma guerra ele iria se meter porque é inimigo tanto da Akatsuki quanto das 5 grandes nações. Sasuke não da ouvidos ao que o Suigetsu diz e pede para que ele lhe desse um pedaço da carne do Kabuto. Suigetsu diz que não iria ajudar a ressuscitar o Orochimaru, sendo assim o Juugo diz que iria ele mesmo tirar o pedaço da carne do Kabuto, depois disso ele fundiu o pedaço de carne do Kabuto no pescoço da Anko, onde estava localizado o selo amaldiçoado. Então Sasuke mostra um novo jutsu o Kaija Hōin (Liberação do Selo Maligno) o contrario do Fuuja Houin (Supressão do Selo Maligno), fazendo com que uma serpente saisse do selo e que Orochimaru saisse da serpente, e assim como Sasuke, Anko também perdeu o selo amaldiçoado após a saida do Orochimaru. Orochimaru revela então que havia depositado sua consiencia em todos os selos amaldiçoado, pois se algum de seus "peões" conseguissem resistir ao ritual de incorporação e revertesse a técnica, ele poderia ressuscitar atravéz do selo, assim como havia acontecido com o Sasuke, e que só não havia ressuscitado após ser selado pois mais ninguem que continha o selo possuia também a sua carne, deixando claro o que havia acontecido na luta entre Sasuke e Itachi. Orochimaru diz que havia assistido a tudo dentro da Anko e fala para o Suigetsu que não tinha o minimo interesse em uma guerra já inciada e que era mesmo verdade que ainda estava interessado no corpo do Sasuke. Orochimaru caminha até Kabuto e o toca fazendo com que o Kabuto se transformasse novamente em humano. Suigetsu se desespera dizendo que o Orochimaru estava absorvendo o poder do Kabuto e que iria absorver o corpo do Sasuke, mas Juugo explica ao Suigetsu que o Orochimaru só liberou a Transformação Sennin e pegou somente o chakra que Kabuto havia absorvido dele. Orochimaru percebeque o Sasuke está diferente de quando ele era um de seus peões e de quando ele era manipulado por Tobi, então diz que iria levar Sasuke até "Aquele que sabe tudo", partindo com a equipe e deixando Kabuto para trás por estar aprisionado no Izanami.

### Ressurreição dos Hokages
Após deixar o local onde estava Kabuto, Orochimaru vai  junto de Sasuke e seus companheiros em busca do esconderijo do  Clã Uzumaki , local onde se localizava a Máscara do Shinigami. Depois encontrar a Máscara do Shinigami ele juntamente com Sasuke, Juugo e Suigetsu seguem para Konoha. Chegando lá eles se dirigem ao Templo de Nakano que havia sido  destruído  no ataque do Pain em Konoha. Sasuke usa uma técnica secreta para abrir a porta de pedra e assim eles seguem para o subsolo onde se encontra a Placa de pedra dos Uchihas. Ao chegarem ao subsolo, Orochimaru explica que para  executar o que estava escrito no pergaminho o próprio Orochimaru deveria colocar a Máscara do Shinigami e assim deixar que o Shinigami do Shiki Fuujin vir átona. Depois de trazer o Shinigami, Orochimaru corta o seu estômago, rompendo o selo e libertando tudo que havia sido selado por esse Jutsu, incluindo seus braços. Em seguida ele pede para que Juugo concentre o seu Chakra Sannin em Sasuke, que faz com que saia do corpo do Sasuke seis Zetsus brancos que haviam sido colocados nele por Obito como meio do mesmo de espionado. Orochimaru utiliza quatro dos seis Zetsus como recipientes para o Edo Tensei, em seguida ele salta para dentro do corpo de  outro Zetsu e espera o Kinjutsu ser completado. Depois de a transmutação ser completada é revelado que as pessoas que Orochimaru tinha ressuscitado eram os antigos Hokages: Hashirama Senju, Tobimara Senju, Hiruzen Sarutobi e Minato Namikaze (que só puderam ser ressusitados pelo fato de seus espíritos, assim como o de tudo que tinha sido aprisionado pelo Shiki Fuujin, terem sidos libertados pelo Orochimaru). Dessa forma fica revelado que os antigos Hokages foram aqueles que testemunharam toda a história de Konoha e do Clã Uchiha.

## Força

Kusanagi de Orochimaru

É um ninja extremamente forte, domina 3 elementos (katon, Fuuton e Doton, estes dois últimos razoavelmente). Sempre foi obcecado por Kinjutsus e seu objetivo era dominar o maior número possível de técnicas. Para isso, ele dedicou sua vida a pesquisa e criação de técnicas proibidas que o tornariam imortal, desenvolvendo o Fushi Tensei (Kinjutsu), que permite a ele trocar de corpo a cada 3 anos, tornando-o imune a velhice e tendo acesso a todas as técnicas do corpo possuido. Quando troca de corpo, ele dá preferência a pessoas que possuam Kekkei Genkai, para que ele também ganhe o controle sobre ela e de todas as técnicas que ela permite usar. Planejou tomar o corpo de Sasuke para ganhar controle sobre o Sharingan, porém falhou na tentativa.
Orochimaru também mostra ter muita habilidade e controle sobre suas invocações, que são cobras Kuchiyose • Jya. Durante o Exame Chunnin e sua invasão a Vila da Folha, ele se mostrou capaz de invocar serpentes de tamanho equivalente ao de prédios usando a variação do kuchiyose jya Kuchiyose • Kyodaijya(que invoca cobras gigantes) e o Kuchiyose • Sanjuu Kyodaijya no Jutsu (que invoca uma cobra gigante de três cabeças). É capaz de invocar a espada mais afiada do mundo ninja, a kusanagi, com o jutsu Kuchiyose • Kusanagi no Yaiba que é capaz de cortar até o diamante (ele a invocou para lutar contra Hiruzen Sarutobi e seu bastão). Ele ainda pode levitá-la com o jutsu Kusanagi no Tsurugi • Kuu no Tachi, e durante a sua luta contra Tsunade e Jiraiya invocou o rei das cobras Manda. Ele também é capaz de invocar serpentes através de seus braços, como se fossem uma extensão dos mesmos, através do Senei Jashu, e criou uma variação mais forte que é o Senei Ta Jashu. Em sua luta com o Jinchuriki Naruto Uzumaki ele mostrou ser capaz de invocar incontáveis serpentes de sua boca, cada uma contendo uma cópia da espada kusanagi com o jutsu Mandara no Jin. Orochimaru pode esticar partes de seu corpo e pode juntar suas pernas criando uma cauda semelhante ao corpo de uma cobra, assim ele se movimenta rápido e faz isso com o jutsu Nan no Kaizou. Ele pode dar o poder do selo amaldiçoado Jyuuin (Juin Jutsu-Selo Almadiçoado- Kinjutsu) para as pessoas que tem sede de poder dentro de si, e assim elas obedecem aos comandos de Orochimaru. Criou outros 2 Kinjutsus Souja Sousai no Jutsu(formando os selos do jutsu com a mão do inimigo, essa técnica mata os dois e a morte é provocada pela explosão de um chakra roxo de duas cobras que se mordem) e o Souja Tensei no Jutsu(que invoca mãos de espíritos escravizados que pegam o oponente e o levam para o submundo). Produziu genjutsus que precisam apenas de uma troca de olhares entre o usuário e o oponente para funcionar Sakki (nesse genjutsu orochimaru transforma sua vontade de matar em um genjutsu e depois disso é feita uma troca de olhares entre orochimaru e sua vítima. Ela passa a ver a própria morte, ficando horrorizada e sem condições de pensar ou de se mover). Pode invocar o famoso ranshoumon para se proteger Kuchiyose • Rashoumon e criou uma variação mais forte Kuchiyose • Sanjuu Rashoumon. Domina o elemento fuuton e doton razoavelmente. Pode trocar de pele coma uma cobra se regenerando Kakero Daja.Pode invocar uma cobra explosiva com o jutsu Kage Jagei Jubaku. Possui o Gogyou Fuuin que faz com que um jinchuriki não possa usar o poder de seu bijuu. Quando acontece um corte muito profundo no corpo de Orochimaru, o mesmo se desfaz em cobras que se reagrupam formando Orochimaru de novo.  Quando recuperou seus braços, orochimaru pegou o corpo de zetsu e conseguindo, assim, as células de hashirama.
Ele é classificado como nível S do "Bingo Book".